# Version standard américaine (traduction de la Bible)
L'American Standard Version (ASV), officiellement Revised Version, Standard American Edition, est une traduction de la Bible en anglais qui a été achevée en 1901 avec la publication de la révision de l'Ancien Testament. Le Nouveau Testament révisé a été publié en 1900.
La version révisée de 1885 et la version standard américaine de 1901 font partie des versions bibliques autorisées à être utilisées dans les services de l'Église épiscopale et de l'Église d'Angleterre.
Elle était auparavant connue sous son nom complet, mais a rapidement pris d'autres noms, comme American Revised Version, American Standard Revision, American Standard Revised Bible et American Standard Edition.

## Histoire
L'American Standard Version, aussi connue sous le nom de The American Revision of 1901, trouve son origine dans le travail commencé en 1870 pour réviser la Bible du roi Jacques de 1611. Ce projet a finalement produit la version révisée (RV) au Royaume-Uni. Une invitation a été adressée aux chefs religieux américains pour que des universitaires travaillent sur le projet de la RV. En 1871, trente savants furent choisis par Philip Schaff. Les confessions représentées au sein du comité américain étaient les baptistes, les congrégationalistes, les réformés hollandais, les amis, les méthodistes, les épiscopaux, les presbytériens, les épiscopaux protestants et les unitariens. Ces chercheurs ont commencé leurs travaux en 1872. Trois des éditeurs, les plus jeunes depuis des années, sont devenus les éditeurs de l'American Standard Revised New Testament : les Drs. Dwight, Thayer et Matthew B. Riddle.
La version révisée du Nouveau Testament a été publiée en 1881, l'Ancien Testament en 1885 et les Apocryphes en 1894, après quoi l'équipe britannique s'est dissoute. Des copies non autorisées de la RV sont ensuite apparues aux États-Unis, avec les suggestions de l'équipe américaine dans le texte principal. Cela a été possible car, même si la RV au Royaume-Uni détenait un droit d'auteur de la Couronne en tant que produit des presses universitaires d'Oxford et de Cambridge, cette protection ne s'étendait pas aux États-Unis, où le texte n'était pas protégé séparément. En 1898, les universités d'Oxford et de Cambridge ont publié leurs éditions de la RV avec quelques suggestions américaines incluses. Toutefois, le nombre de ces suggestions est inférieur à celui des annexes. Certaines des éditions américanisées des universités d'Oxford et de Cambridge portaient le titre « American Revised Version » sur la couverture de leur dos. Certaines des éditions de Thomas Nelson de la Holy Bible American Standard Version incluaient les apocryphes de la version révisée.

## Caractéristiques
Le nom divin du Tout-Puissant (le Tétragramme) est systématiquement rendu Jéhovah à 6 823 endroits de l'Ancien Testament ASV, plutôt que Seigneur  tel qu'il apparaît principalement dans la Bible du roi Jacques et la version révisée de 1881-1885. Il y a sept versets dans la Bible du roi Jacques où le nom divin apparaît : Genèse 22 :14, Exode 6 :3, Exode 17 :15, Juges 6 :24, Psaume 83 :18, Ésaïe 12 :2 et Ésaïe 26 :4 ; ajouté à cela sa forme abrégée, Jah, dans Psaume 68:4. La version anglaise révisée (1881-1885, publiée avec les Apocryphes en 1894) rend le Tétragramme comme Jéhovah là où il apparaît dans la version King James, et encore huit fois dans Exode 6 :2,6-8, Psaume 68 :20, Isaïe. 49 :14, Jérémie 16 :21 et Habacuc 3 :19 ; plus comme sa forme abrégée, Jah, deux fois dans le Psaume 68 :4 et le Psaume 89 :8. La raison de ce changement, comme l'expliquait le Comité dans la préface, était que « les réviseurs américains [...] furent amenés à la conviction unanime qu'une superstition juive, qui considérait le Nom divin comme trop sacré pour être prononcé, ne devait plus dominer dans la version anglaise ou dans toute autre version de l'Ancien Testament ».

## Révisions
L'ASV a été à l'origine de diverses révisions et nouvelles traductions :
- Revised Standard Version (1952)
- Amplified Bible (1965)
- New American Standard Bible (1971)
- The Living Bible (1971)
- Recovery Version (1999)
- World English Bible (2000)
- American Literary Version (also known as Bibliotheca) (2016)